# Измеритель уровня звука

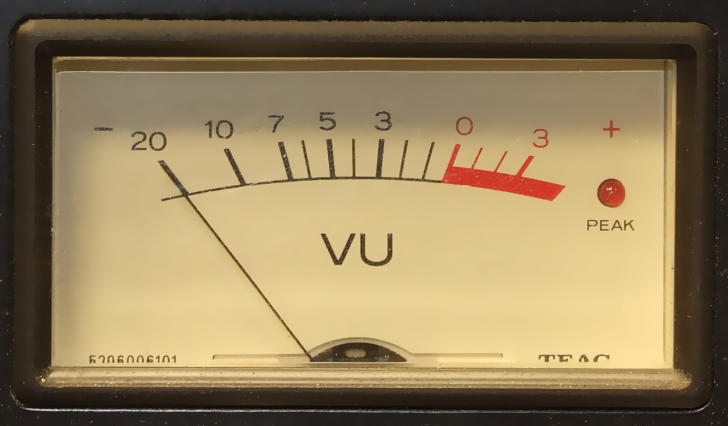
Аналоговый VU-измеритель

Измери́тель у́ровня зву́ка — измерительный прибор, применяемый в звукотехнике для определения уровня звукового сигнала. Уровень звука измеряется в децибелах (дБ). Это логарифмические единицы, которые хорошо характеризуют характеристику слуха, поскольку слух человека ощущает только относительные изменения акустического давления.

## Единицы измерения
Измерение уровня в децибелах означает сравнение данного измеряемого уровня с неким опорным «нулевым» уровнем, обозначенным как 0 дБ. Таким образом, обозначение «0 дБ» — это так называемый «относительный нулевой» уровень, указывающий лишь на то, что уровень данного сигнала точно равен некоему уровню, условно принятому для данной точки тракта в качестве опорного, номинального. Уровень, превышающий опорный, обозначается в децибелах со знаком «плюс» (например, +3 дБ), а меньший опорного — в децибелах со знаком «минус» (например, −6 дБ).
В студиях вещания и звукозаписи принято использовать величину дБu. В этом случае измеряемое напряжение сравнивается с так называемым абсолютным нулевым уровнем. Это напряжение принимается равным 0,775 В. Эта немного неудобная для запоминания цифра пришла в студийную практику из тех областей звукотехники, где для оценки уровня сигнала важнее измерять не его напряжение, а электрическую мощность. И тогда можно было бы уровень оценивать в единицах дБm, сравнивая данную мощность с опорной, за которую принимается 1 мВт на сопротивлении 600 Ом. (Такое сопротивление характерно, например, для медной телефонной линии связи).
В области акустических измерений пользуются теми же децибелами, но уже для обозначения уровня звукового давления (SPL). В этом случае за опорную величину 0 дБ SPL принимается звуковое давление, равное 2·10−5 Па, то есть звук, соответствующий порогу слухового ощущения. А уровень мощности акустического сигнала, соответствующий этому порогу, измеряют в дБ PWL по отношению к опорной величине, равной 10−12 Вт.

## Типы измерителей уровня звука
Выделяют три типа измерителей уровня звука:
- измеритель средних значений (VU-meter, или «волюметр»[уточнить]) — изначально аналоговый стрелочный прибор, динамические характеристики которого определяются инерционными параметрами стрелочного индикатора. Был разработан в 1939 году Bell Labs, CBS и NBC для измерения и стандартизации уровней в телефонных линиях. В последнее время такие измерители часто делаются не со стрелочными индикаторами, а со светодиодными или иными световыми указателями. Постоянная времени измерительной схемы для этого типа измерителей уровня составляет 300 миллисекунд, что наиболее приближенно отражает субъективно воспринимаемую человеком громкость.

- измеритель действующих значений (RMS, среднеквадратичный) показывает величину напряжения, пропорциональную реальной долговременной мощности сигнала, его «тепловой эквивалент». Лучшие RMS-измерители построены с использованием термопреобразователей — исследуемое напряжение нагревает термоэлемент, по температуре которого и судят о величине напряжения. В связи с излишней инерционностью, применяют для измерения уровня шумов.

- пиковый измеритель (PPM):

- точный пиковый измеритель (True PPM) — отражает точные пиковые значения уровня независимо от длительности звукового сигнала.
- квазипиковый измеритель (QPPM) — показывает пиковые значения уровней сигнала, превышающие заданную длительность времени интеграции. Значения меньшей длительности, чем время интеграции будут отображаться с меньшим уровнем, чем при измерении True PPM. Квазипиковый измеритель должен иметь время интеграции 5 миллисекунд.
- выборочный пиковый измеритель (SPPM) — измеритель для цифровой звукозаписи, который показывает значения выборки цифрового сигнала. Может иметь одновременно характеристики точного и квазипикового измерителя.

Время интеграции — это величина, характеризующая быстродействие измерителя. Определяется длительностью такой одиночной тональной посылки, при которой указатель индикатора доходит до отметки в −2 дБ. Время возврата — это время, за которое указатель индикатора после отключения от его входа сигнала номинального уровня опускается до отметки в −20 дБ.
В отличие от квазипиковых, у VU-измерителей нет двух разных времен интеграции и возврата, а есть только одно, одинаковое для обоих направлений перемещения указателя, оно называется постоянной времени. В механических (стрелочных) приборах это время определяется конструктивными особенностями их подвижной системы.
С появлением светодиодных индикаторов появилась возможность совмещать VU или RMS и пиковые измерители на одной шкале. Также применение светодиодов позволило удерживать индикацию максимального значения «точкой», называемой Peak Hold. Из-за достаточно большого времени её зависания (1—3 с) нет необходимости постоянно следить за индикатором.